# St. Laurentius (Pähl)

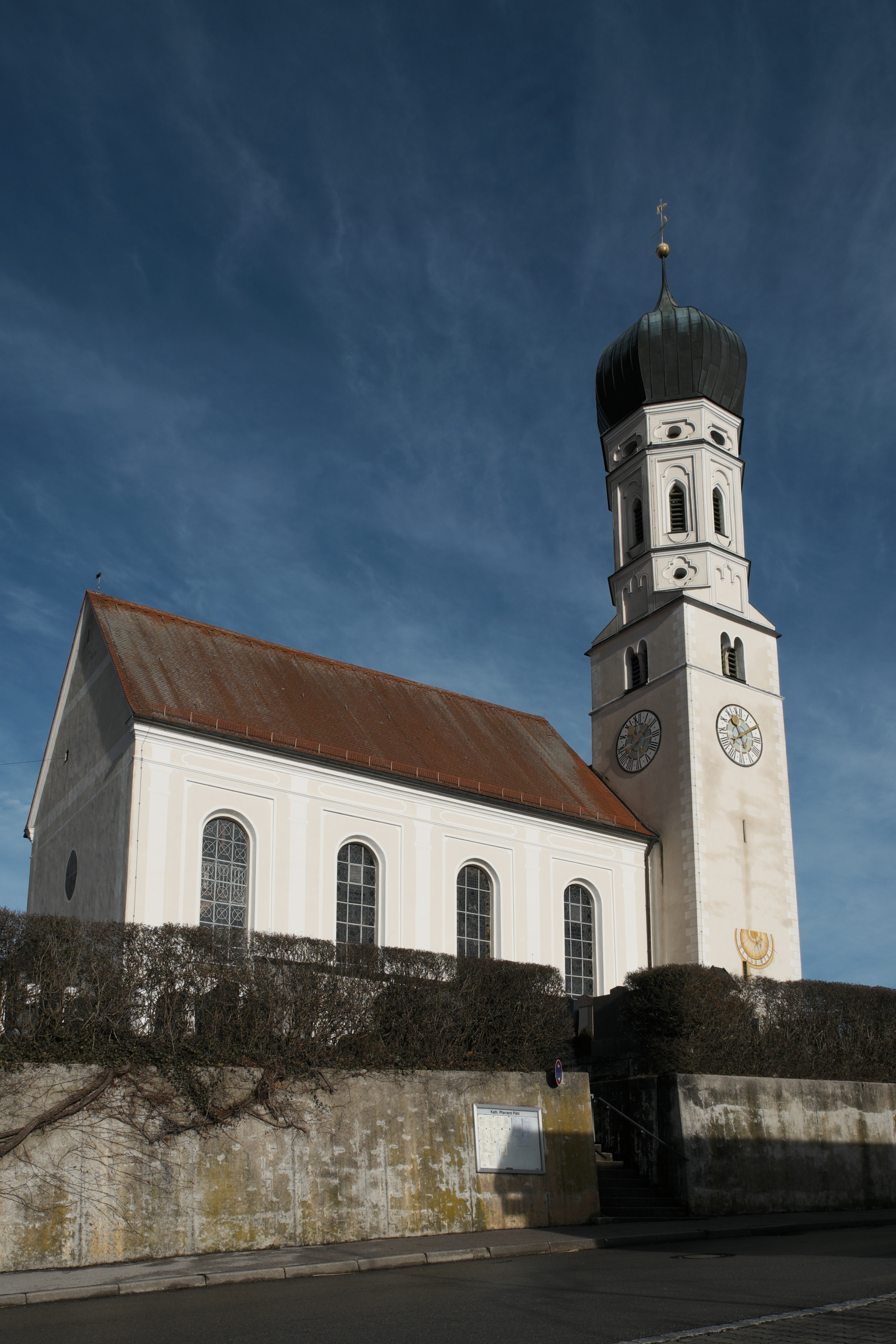
Pfarrkirche St. Laurentius

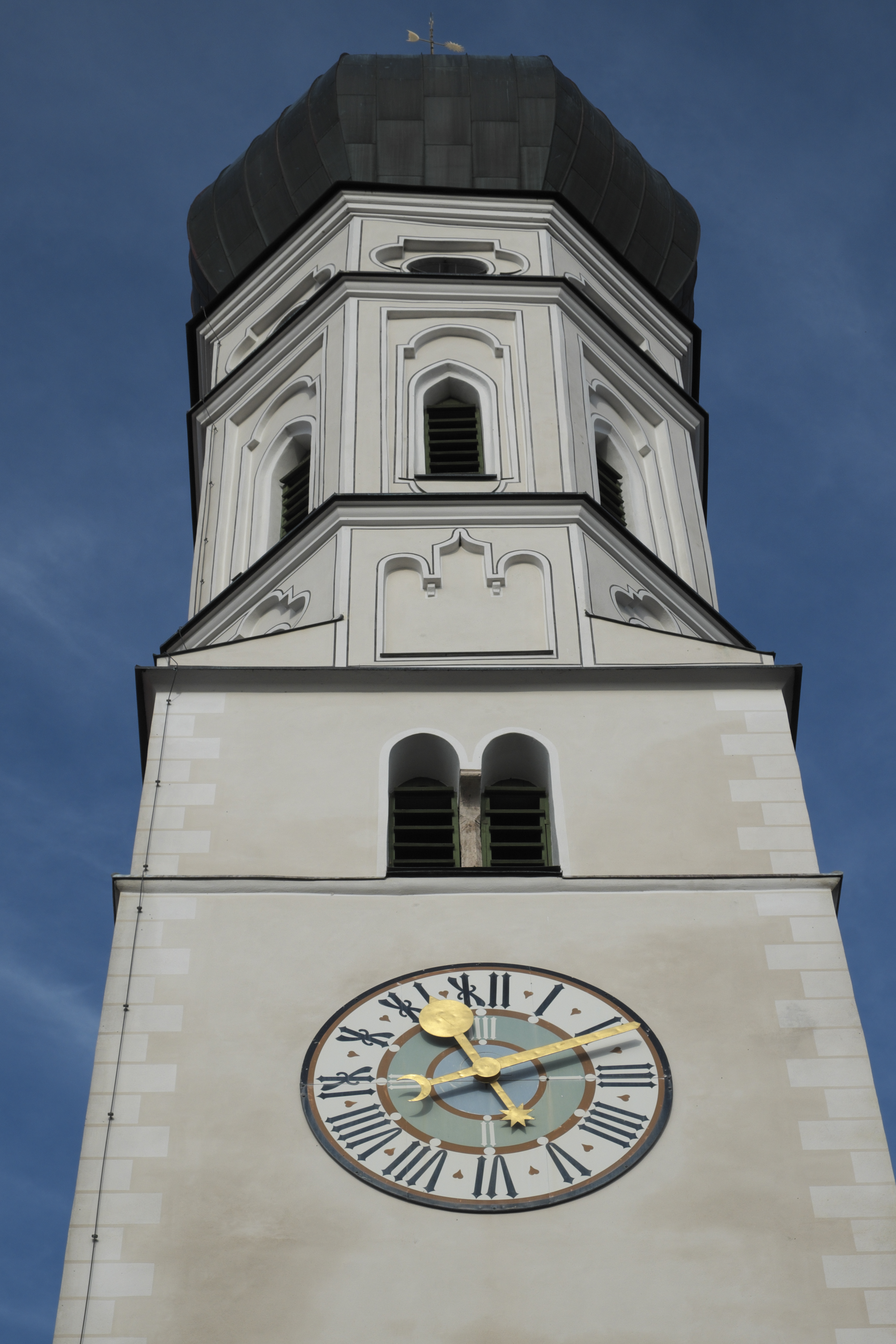
Glockenturm

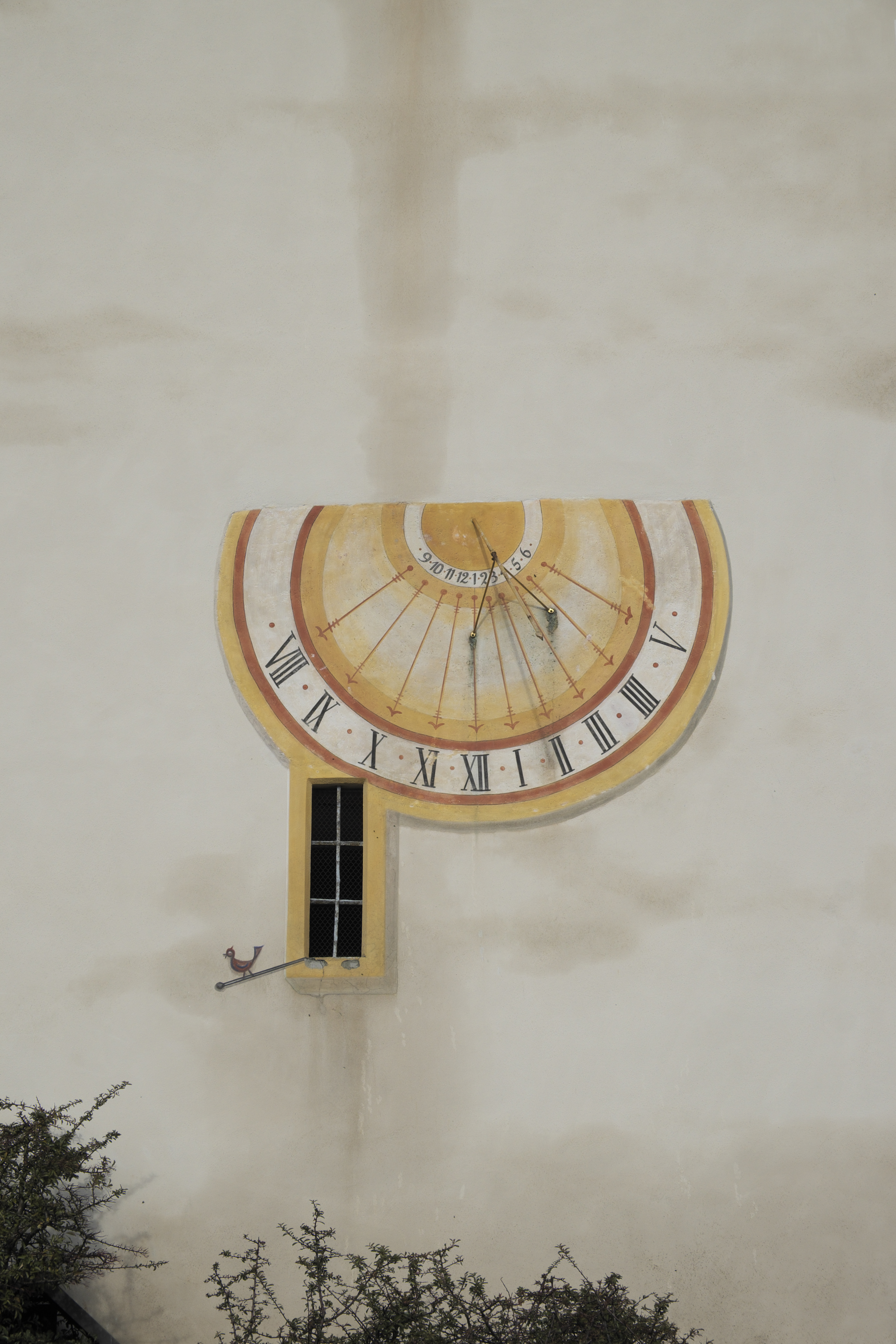
Sonnenuhr

Die katholische Pfarrkirche St. Laurentius in Pähl, einer Gemeinde im oberbayerischen Landkreis Weilheim-Schongau, ist ursprünglich ein romanischer Kirchenbau, dem im 15. Jahrhundert ein Neubau im Stil der Gotik folgte. Die heutige Kirche wurde im Wesentlichen im 18. Jahrhundert nach Plänen von Joseph Schmuzer errichtet. Die dem Märtyrer Laurentius von Rom geweihte Kirche ist ein geschütztes Baudenkmal. 

## Geschichte
Eine erste Erwähnung der Pfarrei Pähl ist für das Jahr 1159 belegt. Von der damaligen romanischen Kirche ist nur noch das Untergeschoss des Turmes erhalten. Im frühen 15. Jahrhundert wurde eine neue Kirche im Stil der Gotik errichtet, die im Jahr 1414 vom Augsburger Bischof Anselm von Nenningen geweiht wurde. 1596 wurde das baufällige Langhaus erneuert und 1613 erhielt der Turm nach einem Sturmschaden seinen oktogonalen Aufbau und die Zwiebelhaube. 1723 wurde nach Plänen von Joseph Schmuzer ein neues Langhaus gebaut und der alte, aus der gotischen Kirche übernommene Chor umgestaltet. 1734 fand die Weihe der neuen Kirche durch den Augsburger Fürstbischof Alexander Sigismund von der Pfalz statt. Im Jahr 1765 baute man an das südliche Langhaus die sogenannte Gruftkapelle an und zwischen 1770 und 1772 erfolgte die Ausgestaltung der Kirche im Stil des späten Rokoko.

## Architektur

### Außenbau
Im südlichen Chorwinkel steht der Glockenturm, dessen quadratischer Unterbau noch auf die romanische Vorgängerkirche zurückgeht. An seiner Südseite ist eine Sonnenuhr aufgemalt und weiter oben eine Uhr angebracht. Unter dem oktogonalen Aufbau sind auf allen vier Seiten rundbogige, auf Mittelpfosten aufliegende Zwillingsarkaden eingeschnitten. Der Kapellenanbau an der Südseite, die sogenannte Gruftkapelle, wird von einem Pultdach gedeckt. Die hohen Rundbogenfenster des Langhauses werden von vertieften Rechteckblenden gerahmt. Im nördlichen Chorwinkel schließt sich an die zweigeschossige Sakristei der Außenaufgang zur Kanzel an.

### Innenraum

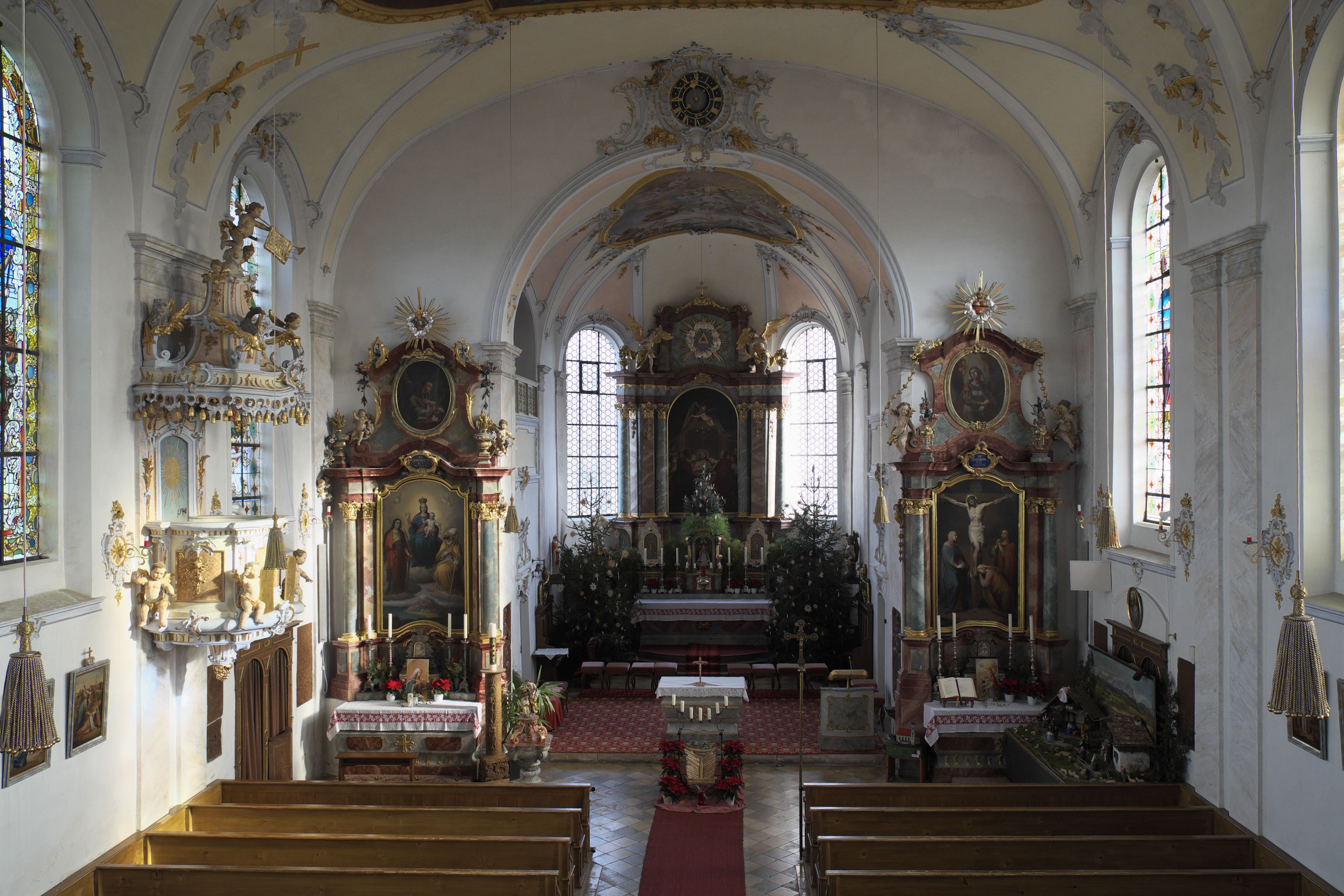
Innenraum

Das einschiffige Langhaus ist in vier Achsen gegliedert und wird von einer flachen Stichkappentonne gedeckt, die auf doppelten Pilastern aufliegt. Der eingezogene Chor liegt eine Stufe erhöht und ist dreiseitig geschlossen. Auch er wird von einer Stichkappentonne – allerdings über einfachen Pilastern – gedeckt. Den westlichen Abschluss des Langhauses bildet eine doppelte Empore.

## Fresken

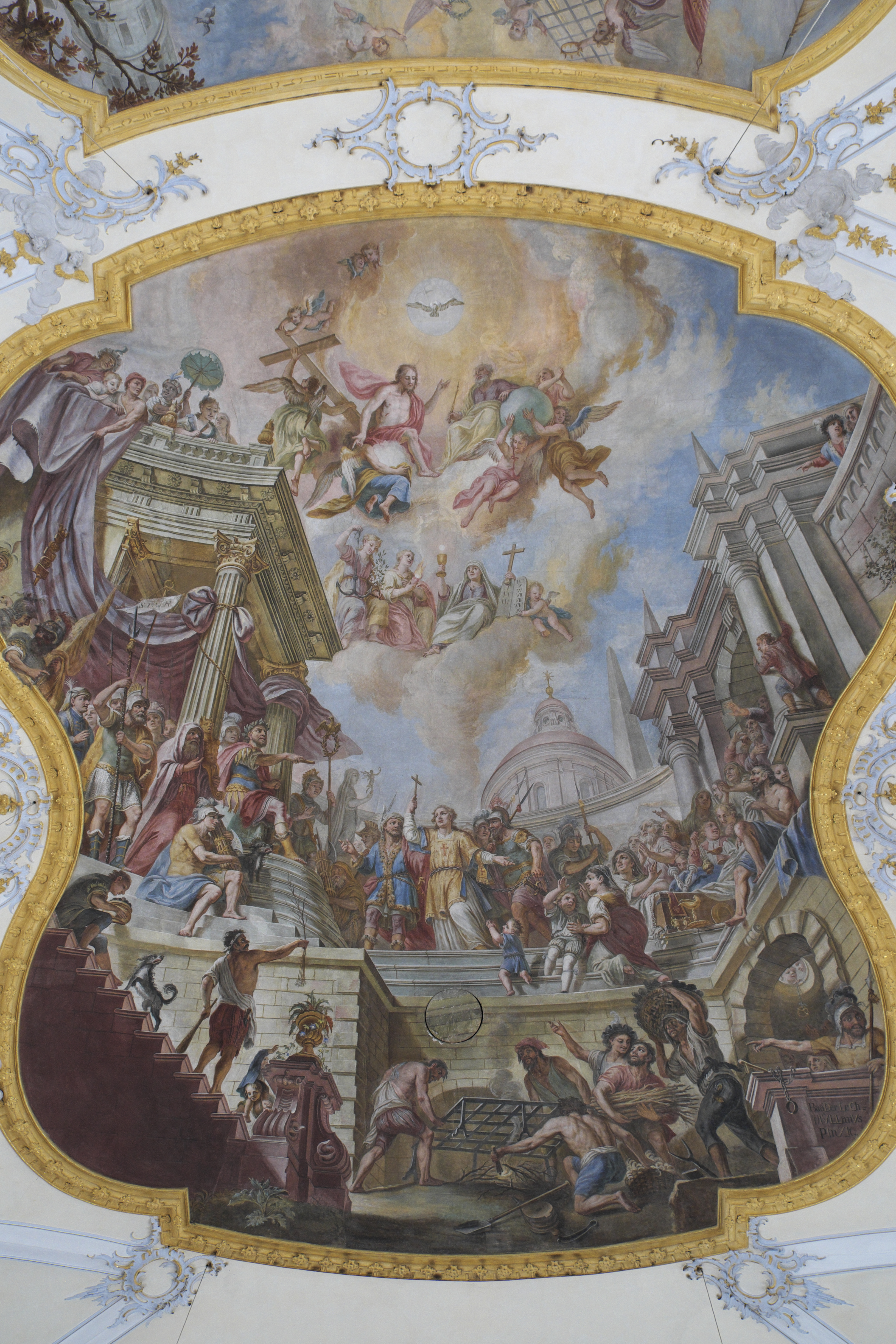
Laurentius vor Kaiser Valerian

Die Deckenmalereien stellen Szenen aus der Vita des Kirchenpatrons dar. Sie wurden von Johann Baptist Baader ausgeführt, einem aus Lechmühlen, heute ein Ortsteil der Gemeinde Fuchstal, stammenden Maler, der auch unter dem Namen „Lechhansl“ bekannt ist. Auf dem Chorfresko ist die Glorie des heiligen Laurentius dargestellt, der von Christus gekrönt wird. Zu Füßen des Heiligen sieht man den Rost, auf dem er sein Martyrium erlitten hat. Am unteren Bildrand ist die Kirche von Pähl dargestellt, umgeben von Bettlern und Notleidenden, die Laurentius um Hilfe anflehen.
Auf dem Langhausfresko steht Laurentius inmitten einer monumentalen Architekturkulisse vor Kaiser Valerian. Den oberen Teil des Bildes nimmt, von Engeln umgeben, die Dreifaltigkeit ein, die darunter auf Wolken schwebenden weiblichen Figuren halten die Symbole der göttlichen Tugenden in Händen, einen Anker und einen blühenden Zweig als Sinnbild der Hoffnung, das brennende Herz als Zeichen der Liebe, den Kelch, über dem eine Hostie schwebt, und das Kreuz als Zeichen des Glaubens. Daneben präsentiert ein Engel die Gesetzestafeln. Auf der unteren Bildebene entzünden Folterknechte bereits das Feuer unter dem Rost, auf dem Laurentius das Martyrium erleiden wird. Auf dem rechten unteren Rand ist die Signatur des Malers zu lesen: „BaaDer LeChMVLLanVs PInXIt“. Die Buchstaben DLCMVLLVIXI sind farblich hervorgehoben, sie ergeben ein Chronogramm mit der Jahreszahl 1772, dem Jahr der Vollendung der Fresken.
Die Ton-in-Ton-Malereien der seitlichen Rocaillekartuschen greifen Themen aus dem Alten Testament auf, die nördliche Szene zeigt Daniel in der Löwengrube und die südliche die drei Jünglinge im Feuerofen. 
Das Fresko über der Empore stellt den Abschied des heiligen Laurentius von Papst Sixtus II. dar, der auf Anordnung Kaiser Valerians hingerichtet werden soll.
Das Fresko an der unteren Emporenbrüstung stammt ebenfalls von Johann Baptist Baader. Man sieht den heiligen Laurentius, der den Kirchenschatz unter den Armen aufteilt.

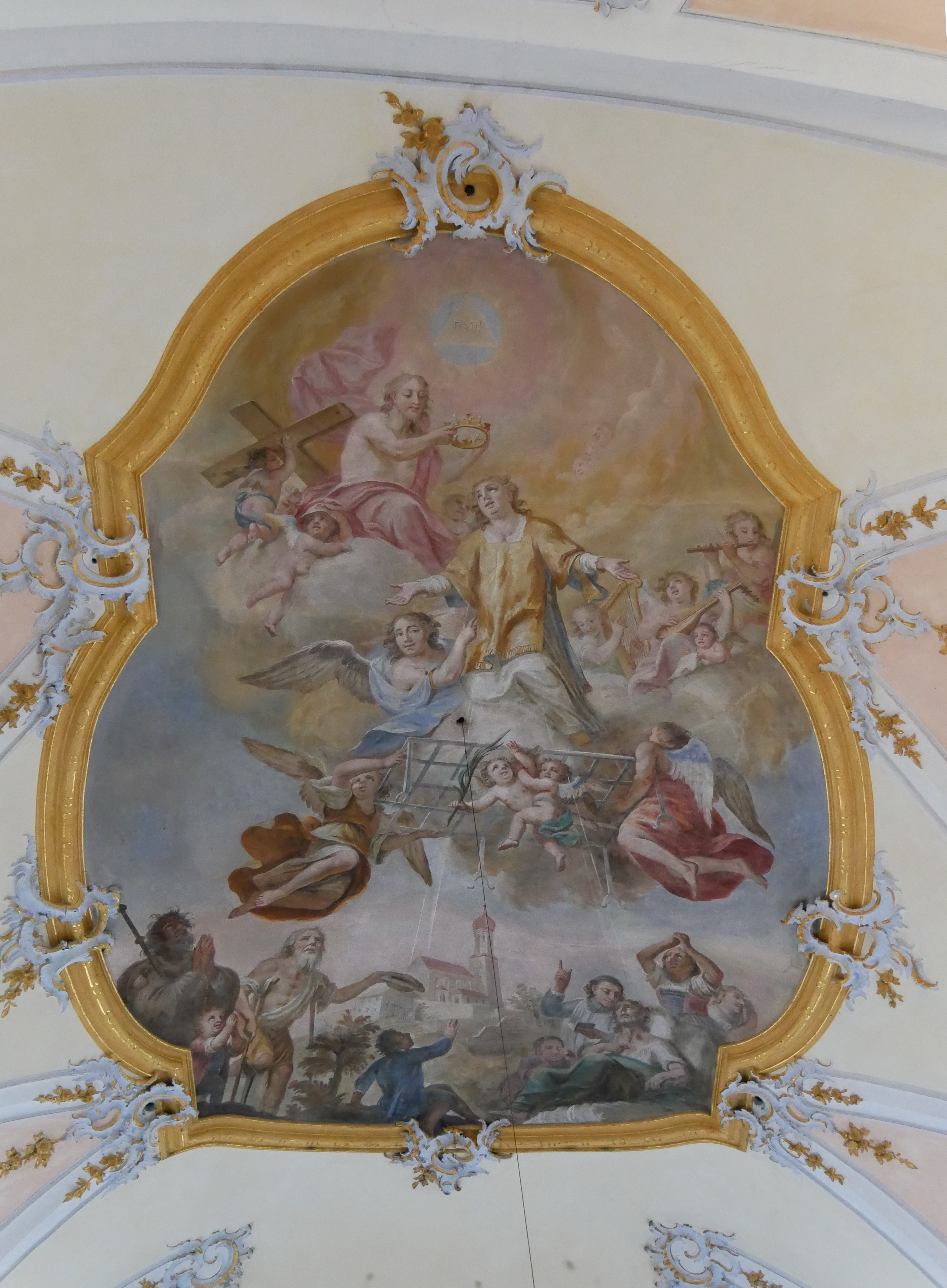
Glorie des heiligen Laurentius
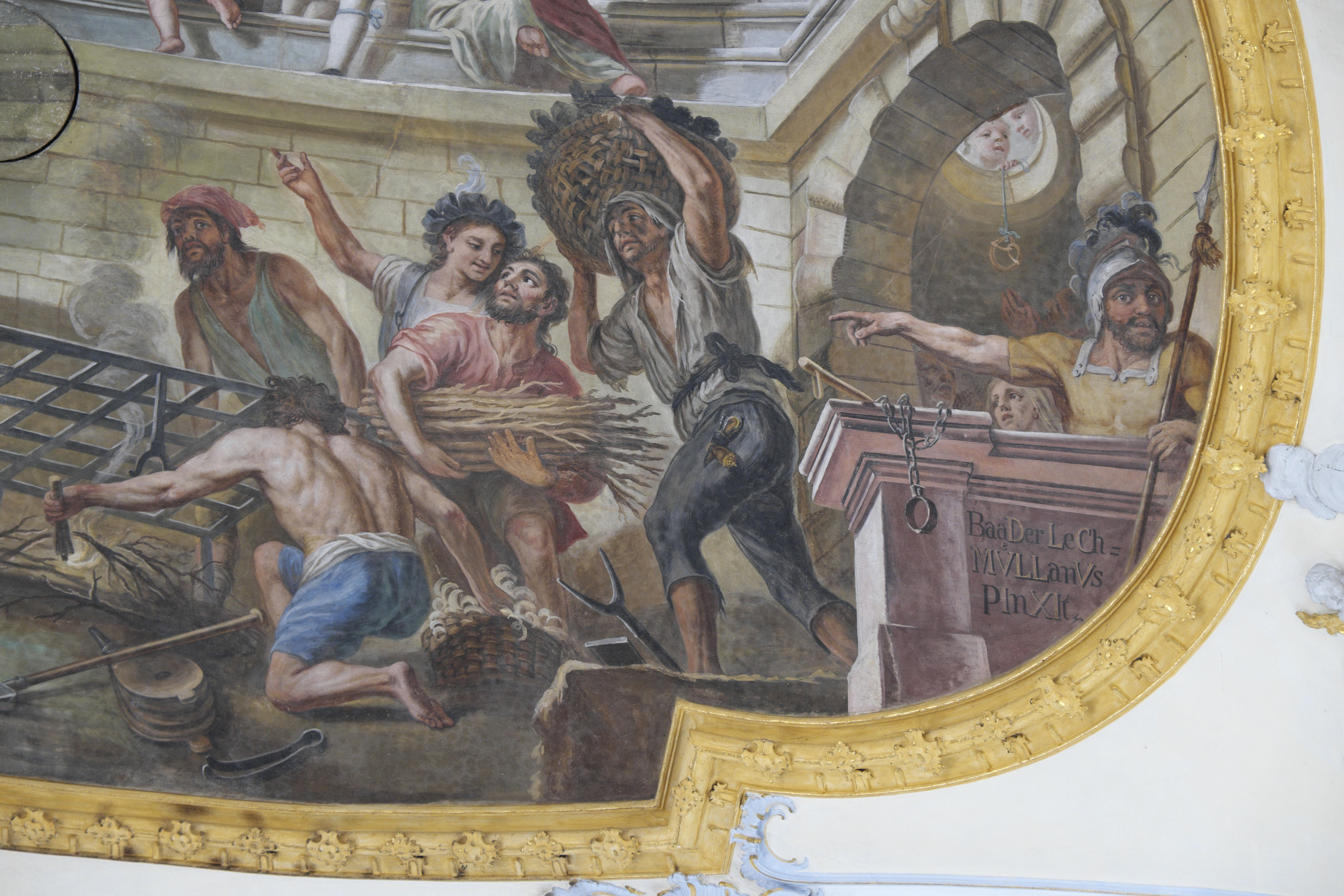
Signatur von Johann Baptist Baader
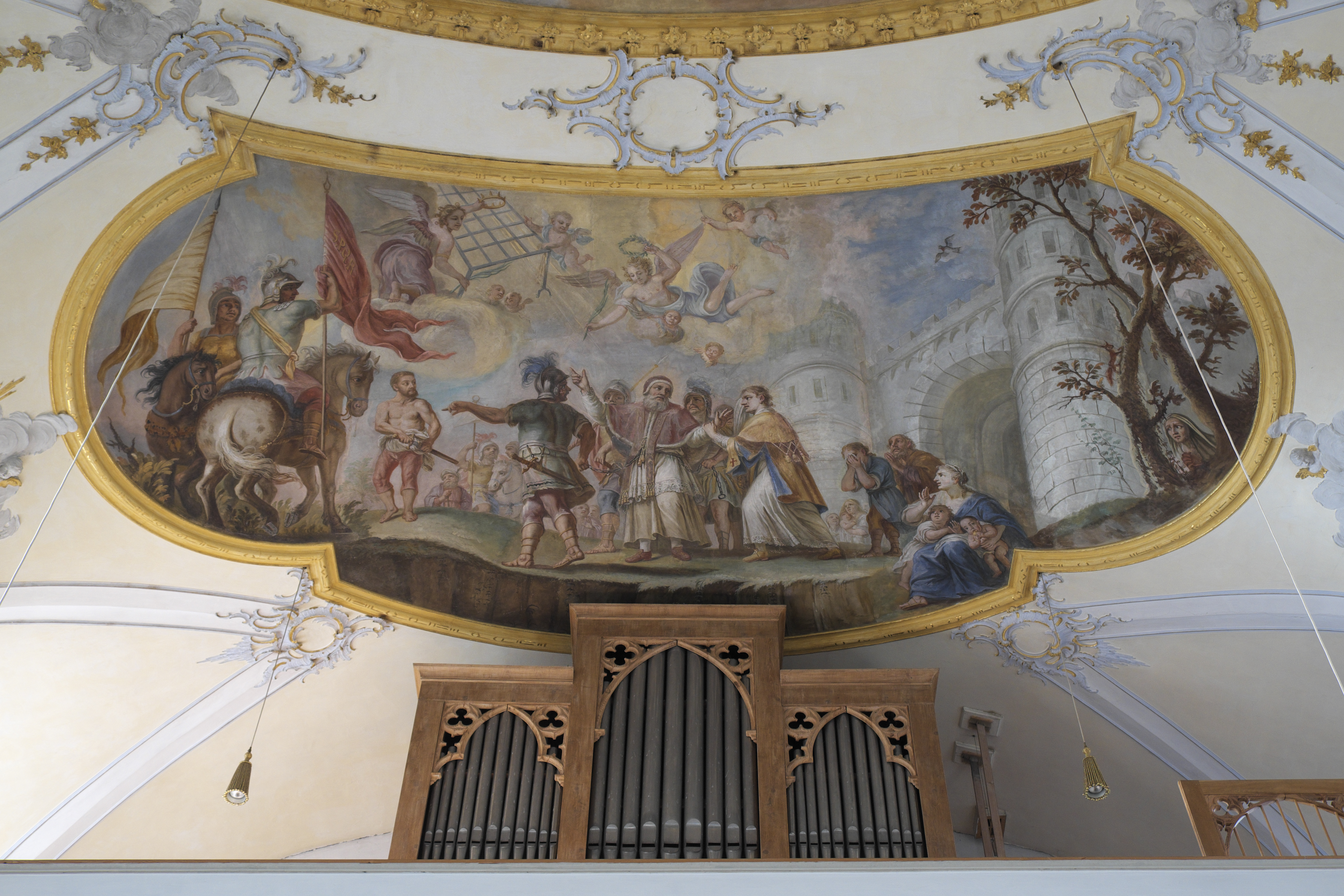
Laurentius nimmt Abschied von Papst Sixtus II.
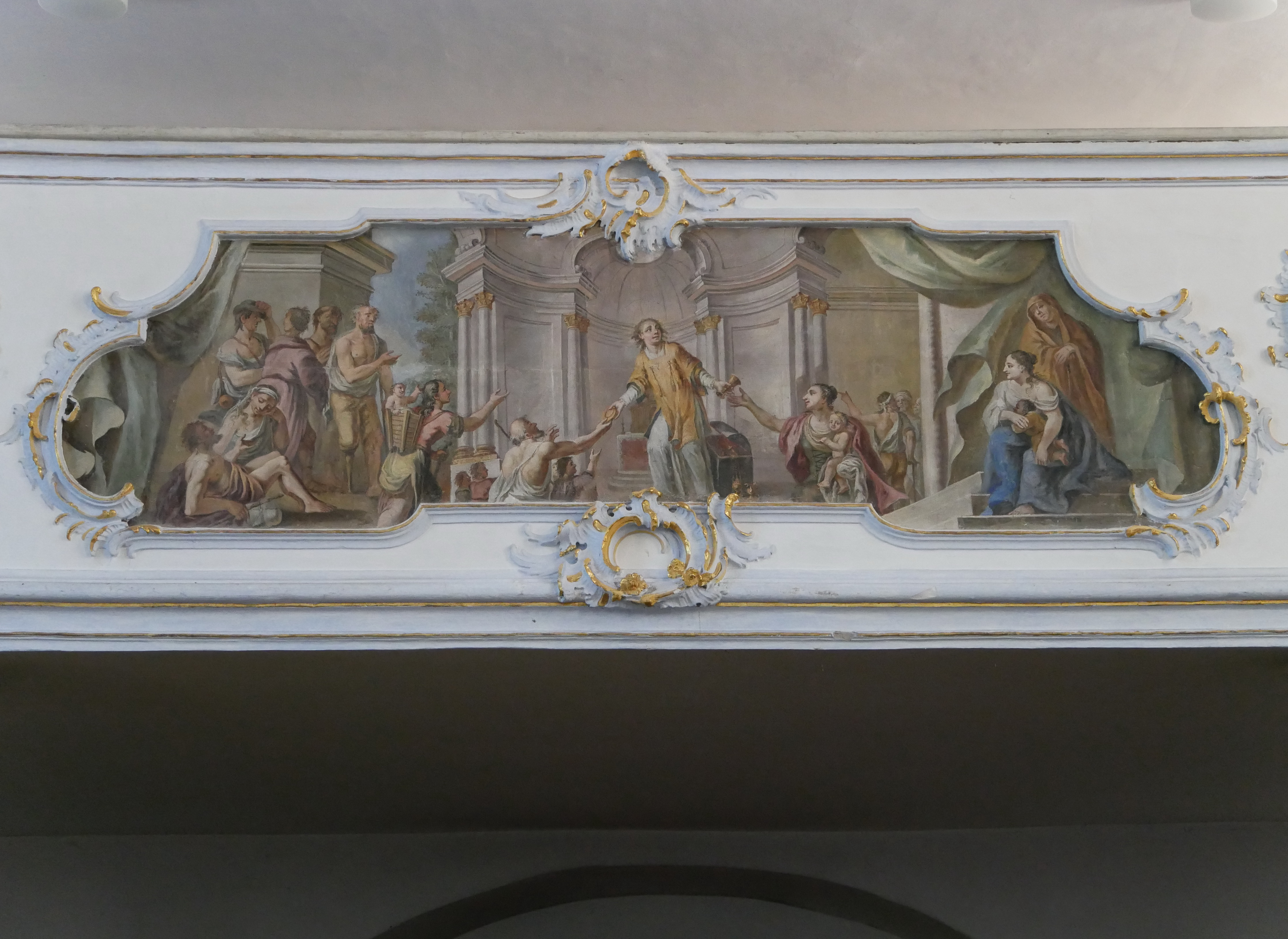
Laurentius teilt den Kirchenschatz unter den Armen auf

## Stuck
Der Stuckdekor im Stil des späten Rokoko wurde um 1772 ausgeführt und wird Johann Michael Merk (oder Merck) zugeschrieben. Am Chorbogen prangt eine Uhr, die von einer prächtigen Kartusche gerahmt wird. Das Langhaus ist mit zahlreichen geflügelten Engelsköpfen und Rocaillekartuschen, die auch die Apostelleuchter umgeben, verziert sowie den symbolischen Darstellungen der göttlichen Tugenden und der vier Jahreszeiten.

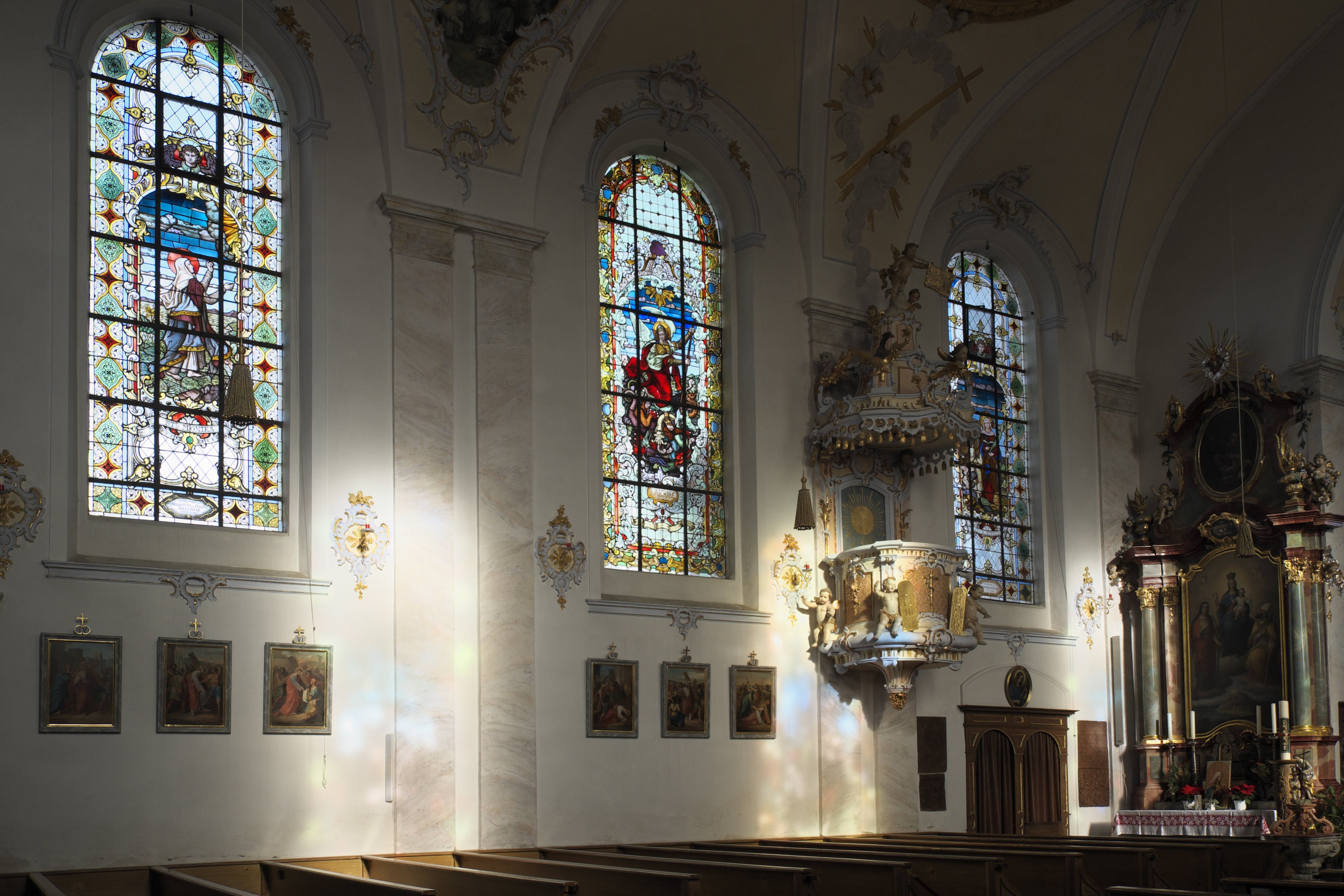
Stuckdekor im Langhaus
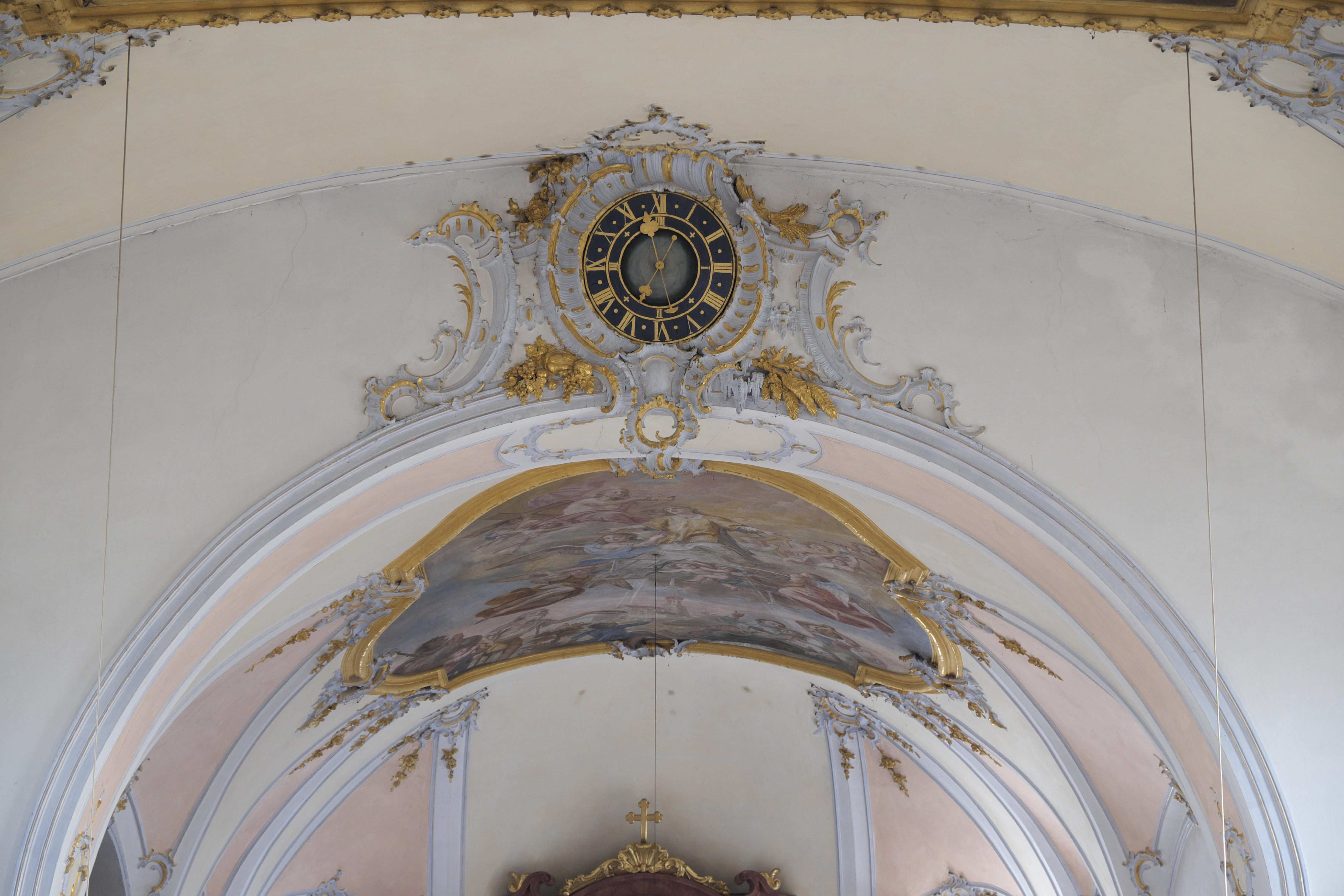
Stuckkartusche am Chorbogen und Uhr
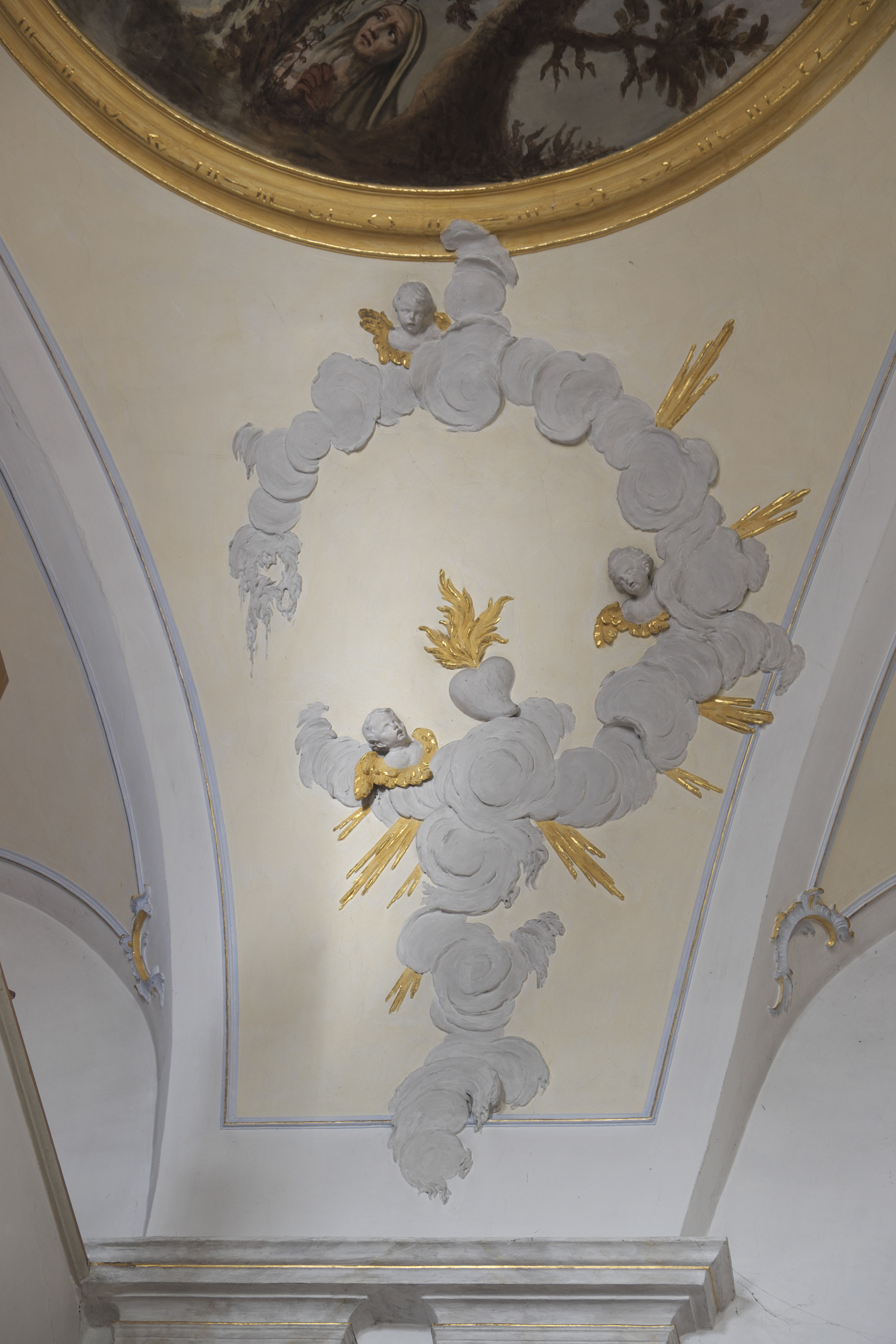
Symbol der Liebe

## Bleiglasfenster
Die Bleiglasfenster im Langhaus wurden in den Jahren 1888 und 1889 von der Glasmalerei F. Dorn in München hergestellt. Die Fenster tragen die Signatur der Glasmalerei, die Inschriften beinhalten die Jahreszahl ihrer Entstehung und die Namen der Stifter: Pfarrer Mathias Burkart, Augustin und Crescenzia Günther, Sebastian und Rosina Happach. Auf den Fenstern sind Heilige dargestellt wie der heilige Georg, der Erzengel Michael und der heilige Franz Xaver. Ein Fenster zeigt die heilige Crescentia mit ihrem Schützling, dem heiligen Vitus, und ihrem Mann, dem heiligen Modestus. Ein weiteres Fenster ist der heiligen Monika gewidmet, der Mutter des heiligen Augustinus. Ein anderes Fenster hat die Legende von Augustinus und dem Knaben am Meer zum Thema. Ein Knabe, als Engel mit Flügeln dargestellt, versucht, mit einer Muschel das Meer auszuschöpfen. Als Augustinus ihn auf das Unmögliche seines Vorhabens hinweist, entgegnet der Knabe, dass ihm dies eher gelingen könne, als Augustinus es vermöge, die Geheimnisse der Dreifaltigkeit zu ergründen.
Die Bleiglasfenster in der Gruftkapelle wurden 1897 von der Glasmalerei Ostermann & Hartwein in München ausgeführt.

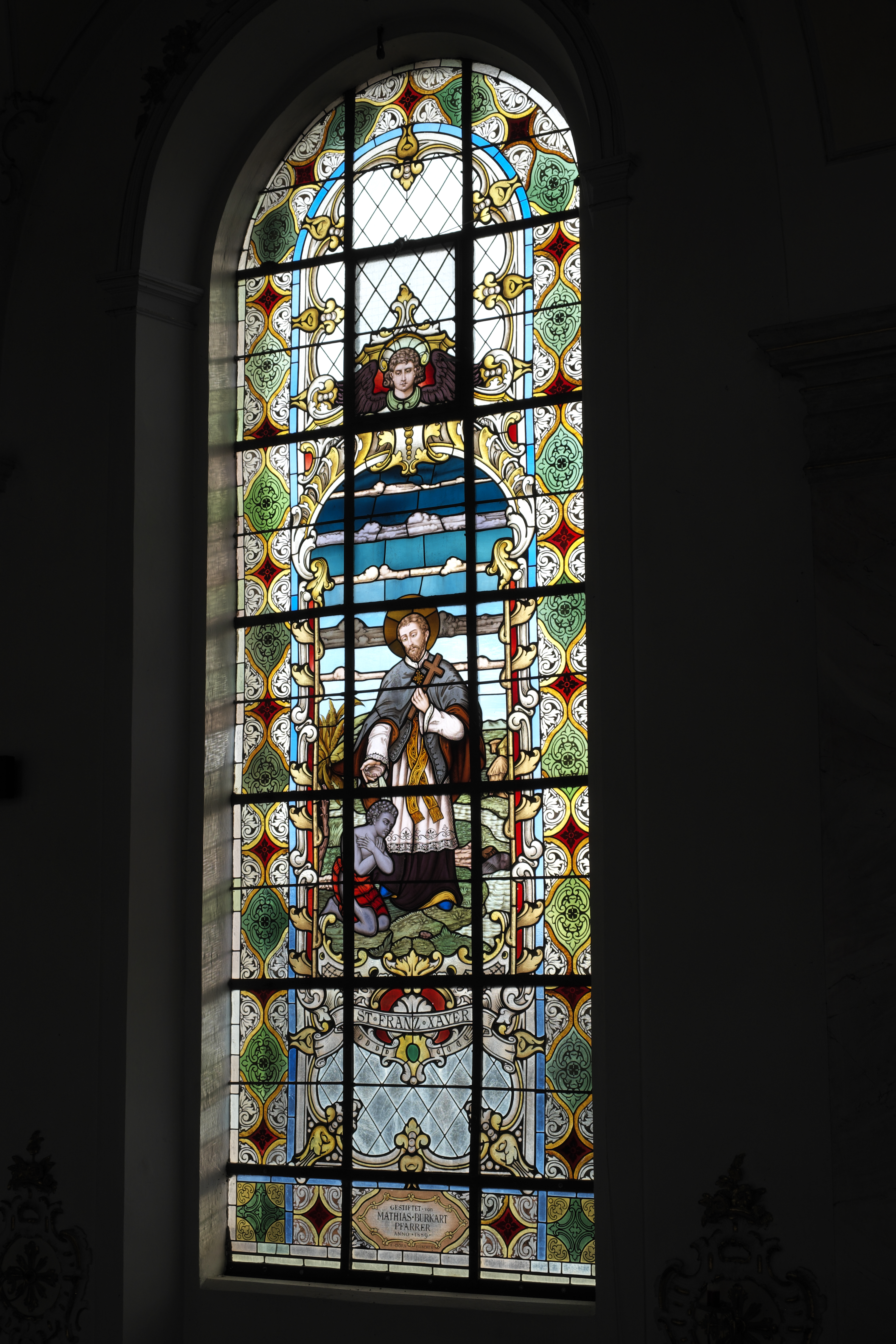
Franz Xaver
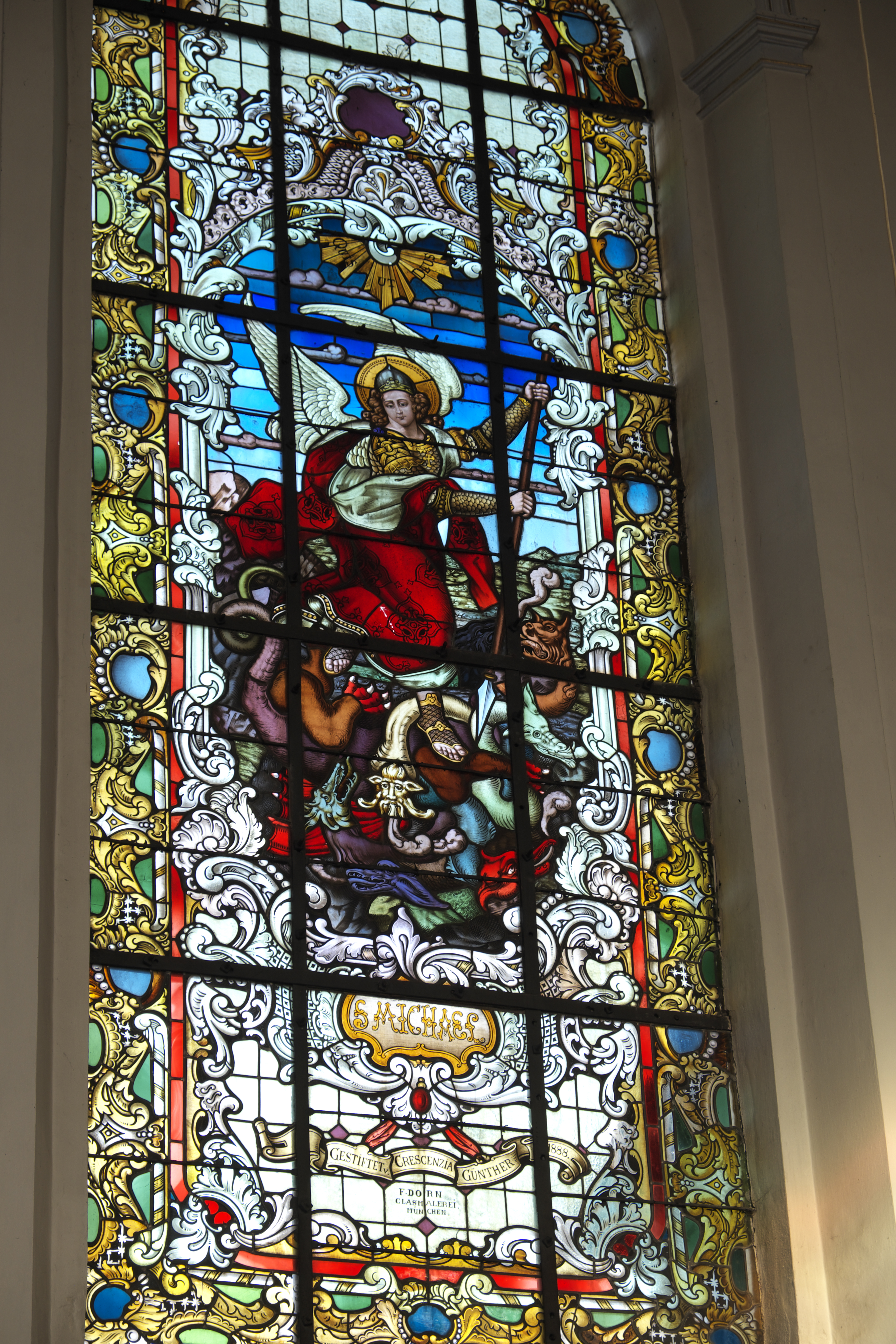
Erzengel Michael
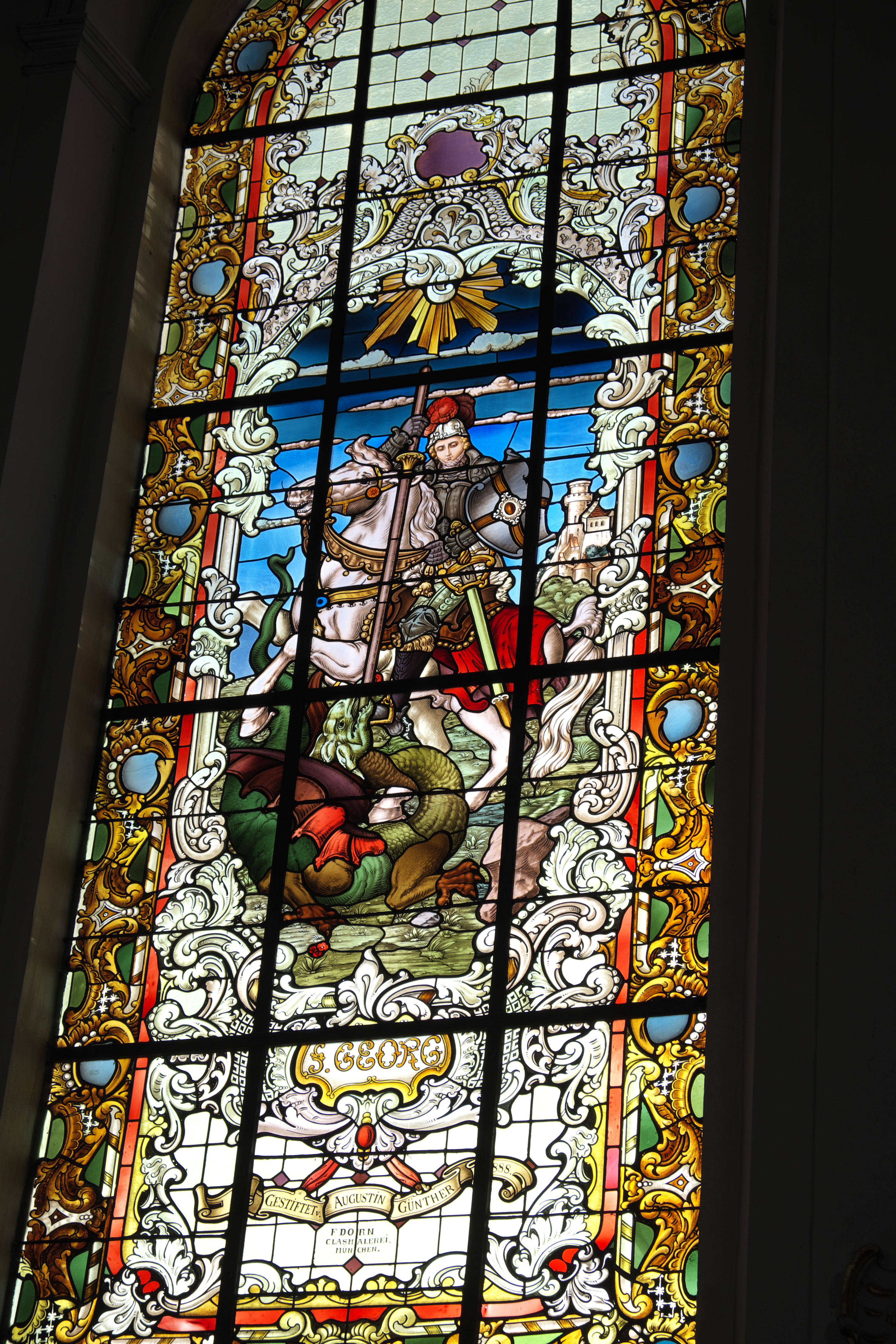
Heiliger Georg
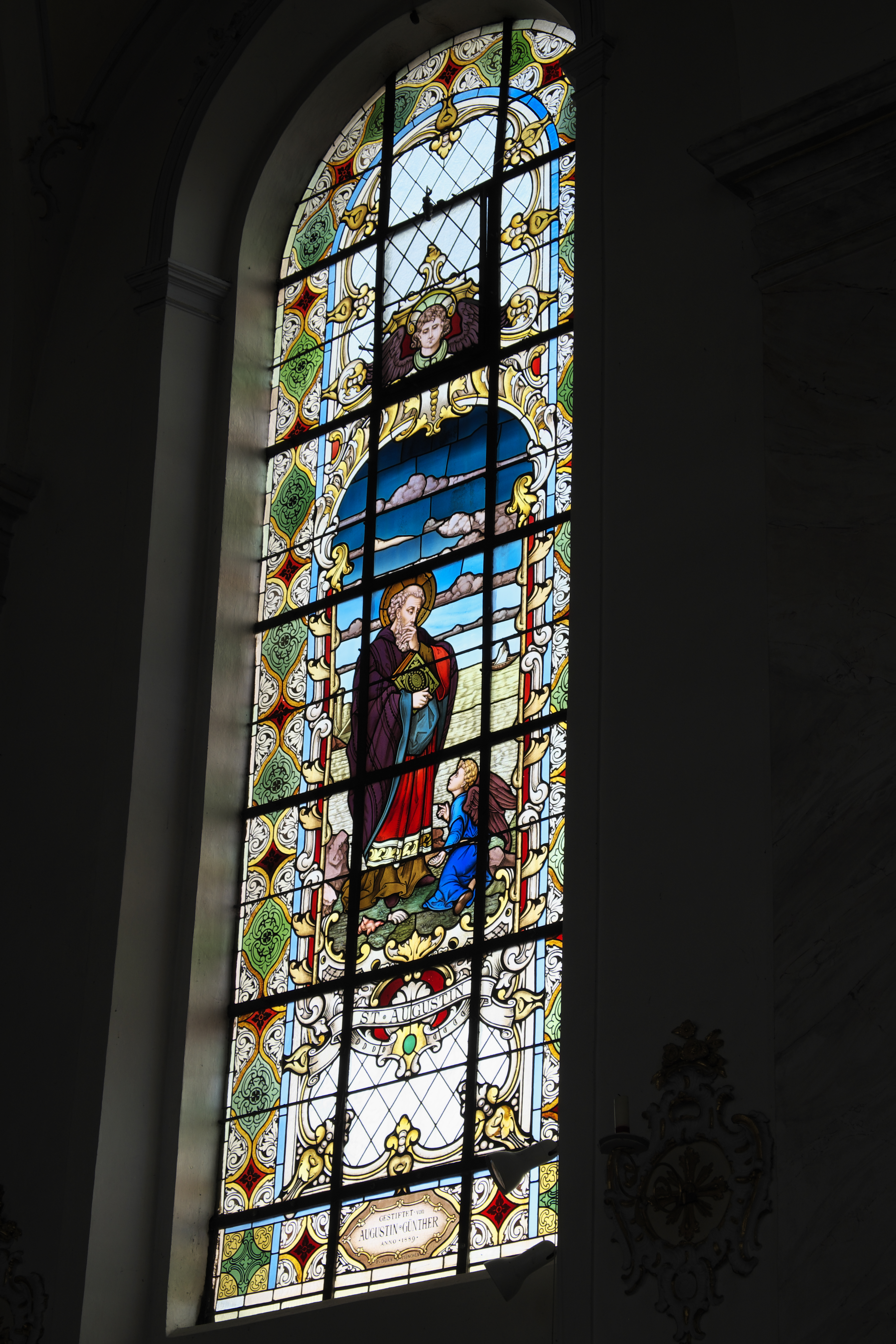
Augustinus und der Knabe am Meer

## Orgel

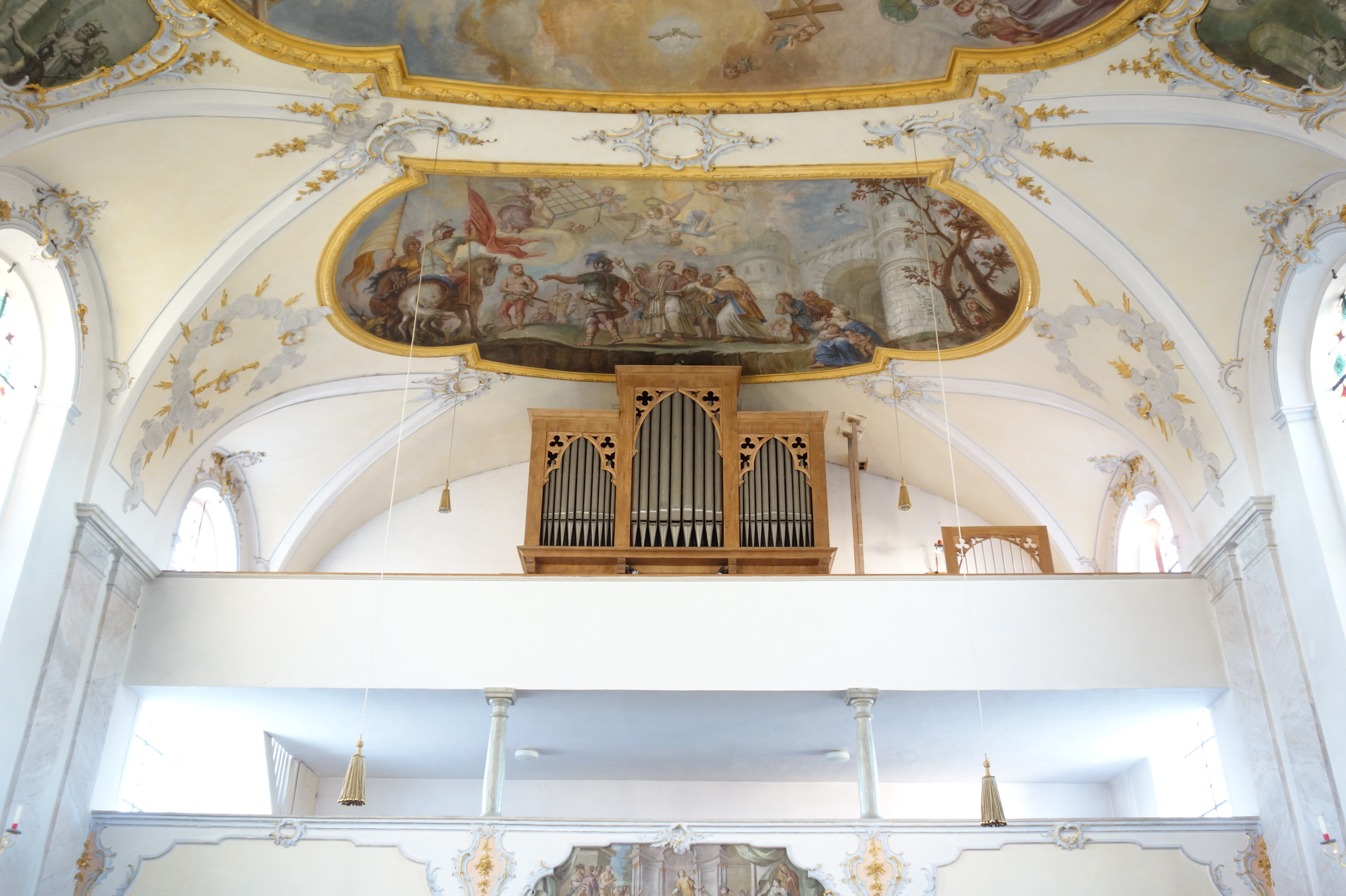
Blick auf die Orgel

Die Orgel wurde 1846 von Johann Georg Beer aus Erling mit 20 Registern auf zwei Manualen und Pedal gebaut. Die Disposition lautet:
| I Manual C–f3  |        |
| Bordun         | 16′    |
| Principal      | 8′     |
| Quintade       | 8′     |
| Gamba          | 8′     |
| Hohlflöte      | 8′     |
| Octav          | 4′     |
| Hohlflöte      | 4′     |
| Flauto travers | 4′     |
| Octav          | 2′     |
| Mixtur VI      | 2′     |
| Cymbal IV      | 1 3⁄5′ |

| II Manual C–f3 |    |
| Gedackt        | 8′ |
| Viola          | 8′ |
| Gemshorn       | 8′ |
| Violett        | 4′ |
| Gemshorn       | 4′ |
| Nachthorn      | 2′ |

| Pedal C–f |     |
| Subbaß    | 16′ |
| Violon    | 16′ |
| Posaunbaß | 8′  |

- Koppeln: II/I, I/P
- Spielhilfen: mechanische Transpositionsanlage (Halbton tiefer), Sperrventile für einzelne Register
- Bemerkungen: Schleiflade, mechanische Spiel- und Registertraktur, freistehender Spieltisch

## Ausstattung

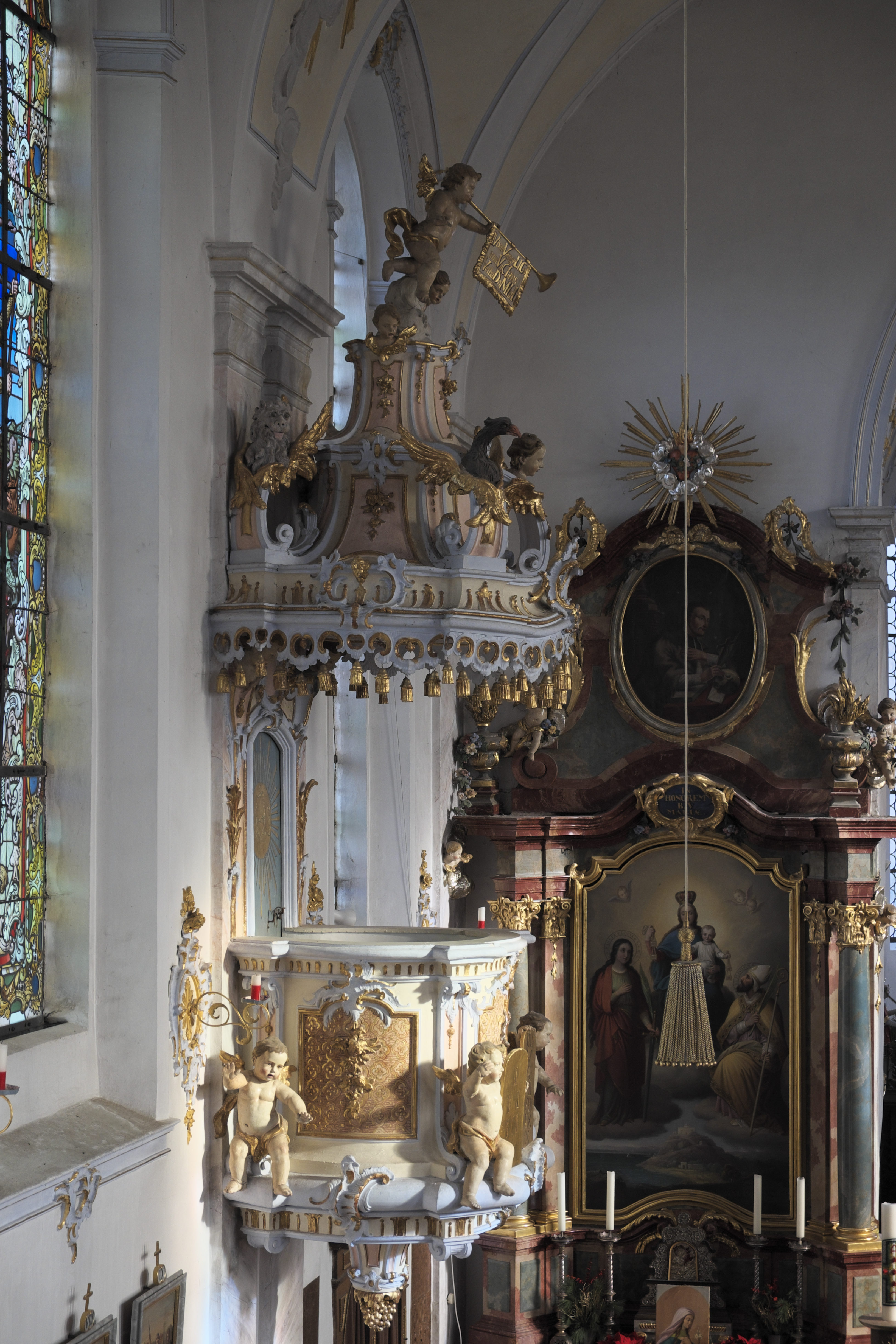
Kanzel

- Die Kanzel ist mit der Jahreszahl 1773 bezeichnet. Der Kanzelkorb ist mit Putten verziert, in der Mitte sind die eherne Schlange und die Gesetzestafeln dargestellt. Auf dem Schalldeckel sieht man einen Posaunenengel, darunter Engelsköpfe und am Rand die Evangelistensymbole.
- Das Taufbecken mit der Figurengruppe der Taufe Jesu wird ins späte 17. Jahrhundert datiert.
- Aus dem 16. Jahrhundert stammt das spätgotische Kruzifix an der südlichen Langhauswand, die Assistenzfiguren wurden vermutlich im 17. Jahrhundert hinzugefügt.
- Auf einem Steinpodest an der Ostseite der Gruftkapelle steht eine Pietà aus der Zeit um 1440.
- In der Gruftkapelle erinnert eine Kopie an den sogenannten Pähler Altar, einen Flügelaltar aus der Zeit um 1400, der ursprünglich in der Georgskapelle im Hochschloss in Pähl stand und heute im Bayerischen Nationalmuseum in München aufbewahrt wird. Das Original, nach dem der Meister des Pähler Altars seinen Notnamen erhielt, ist eine Temperamalerei auf Leinwand mit punziertem Goldgrund. Auf dem mittleren Bild ist die Kreuzigung Christi mit Maria und Johannes dem Evangelisten dargestellt, auf den Innenseiten der seitlichen Flügel sieht man die heilige Barbara mit ihrem Attribut, dem Turm, und Johannes den Täufer, der auf das Opferlamm zeigt. Die Außenseiten der Flügel stellen eine Madonna mit Kind und den Schmerzensmann dar.

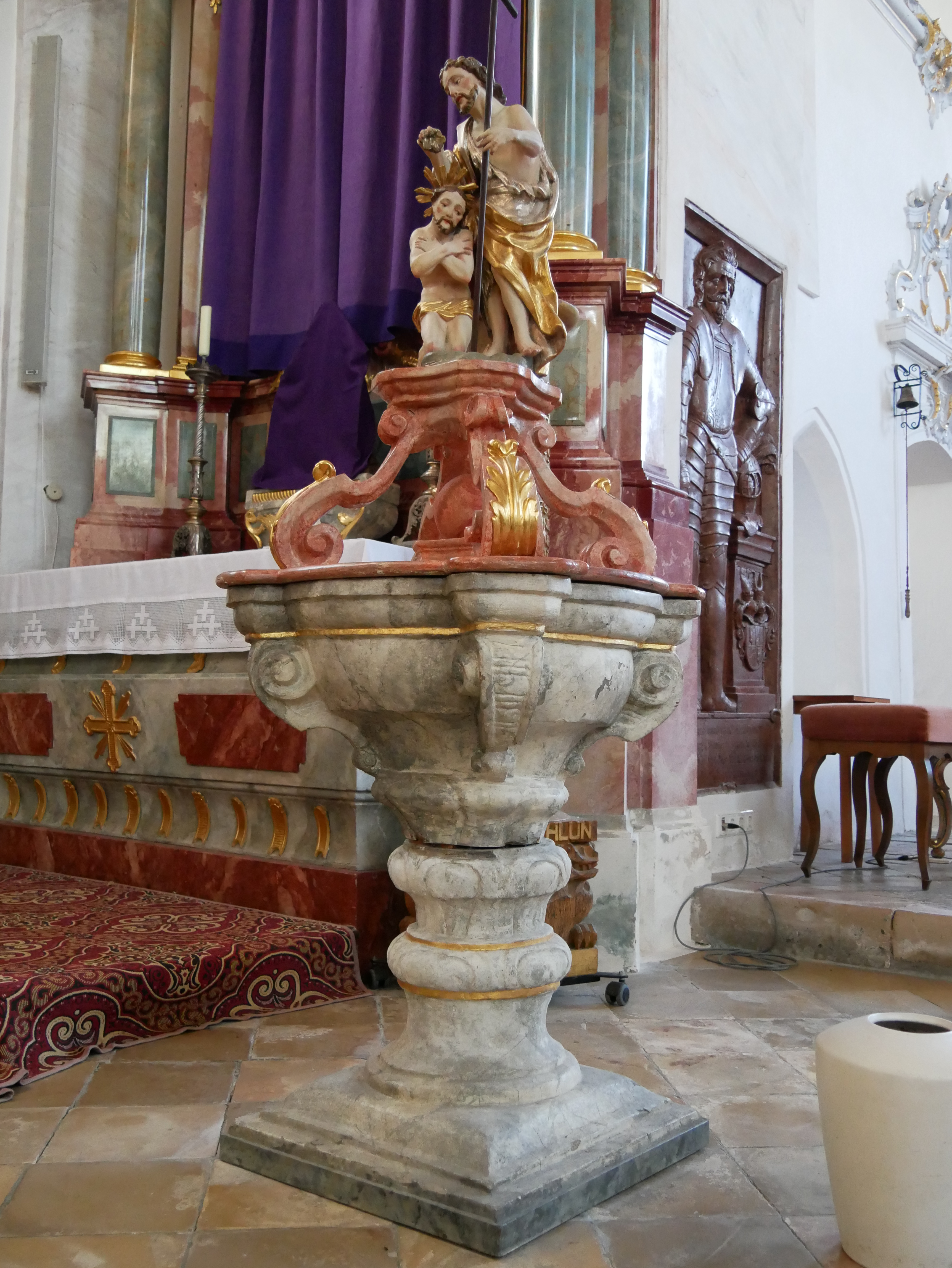
Taufbecken
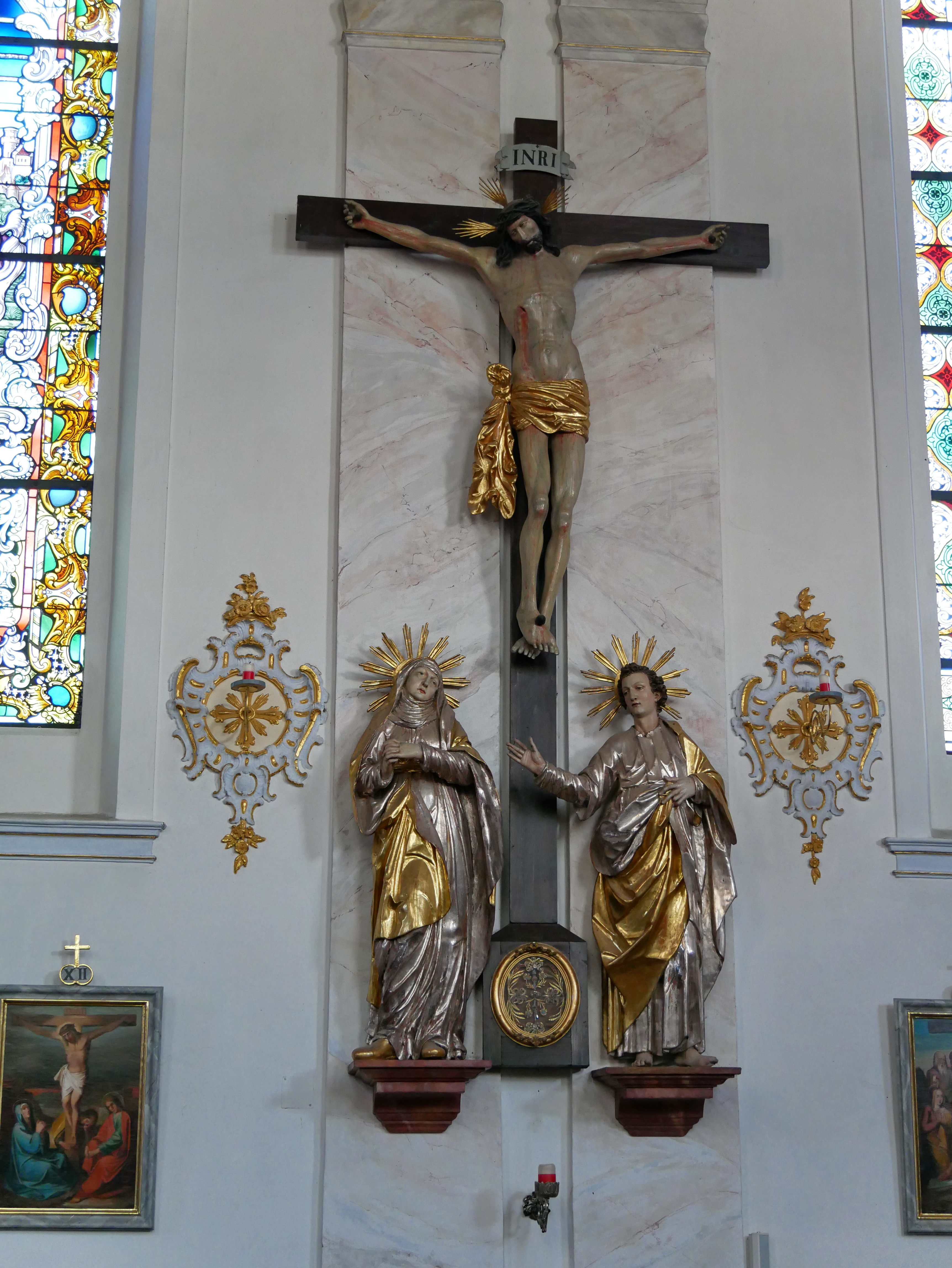
Kruzifix
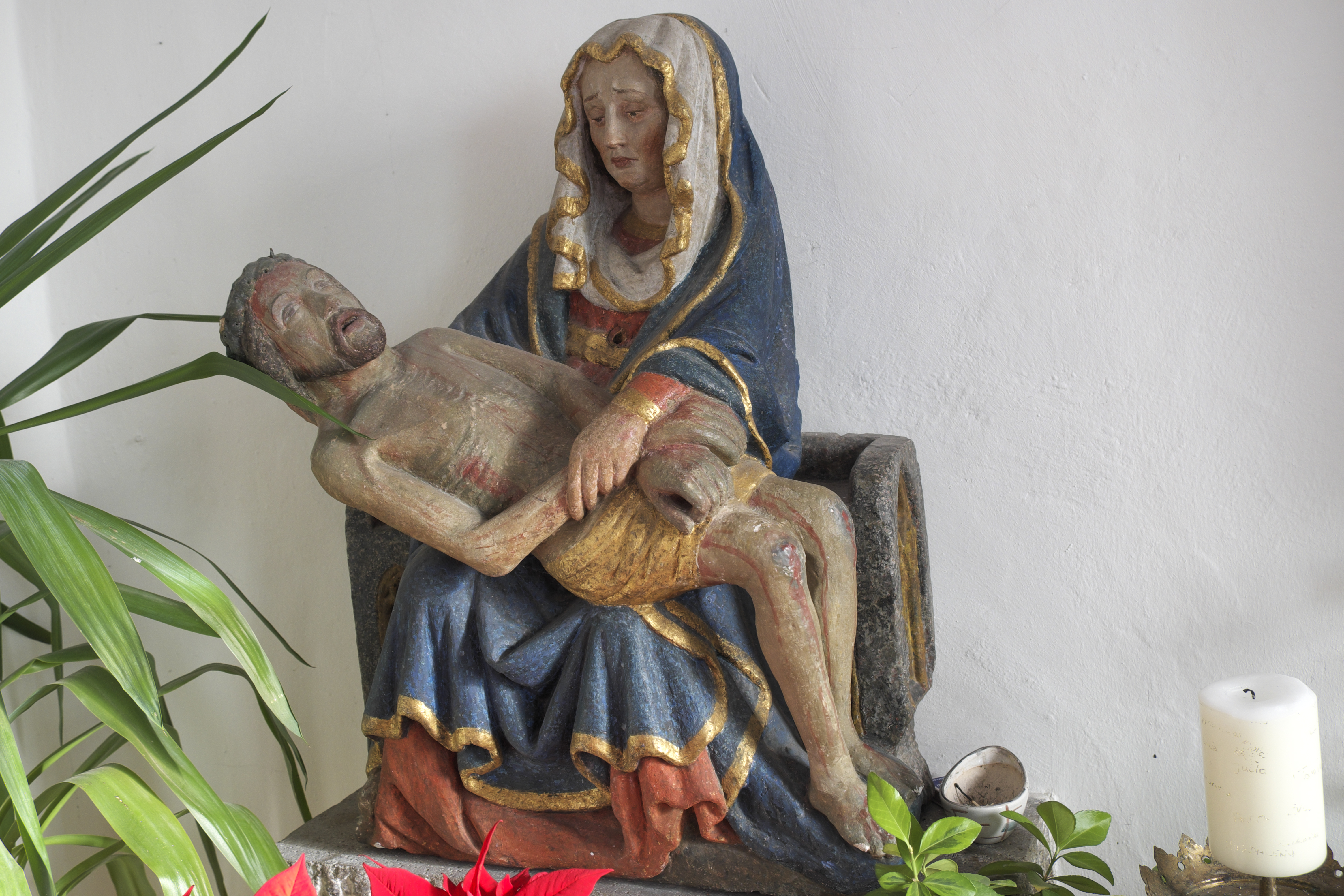
Pietà
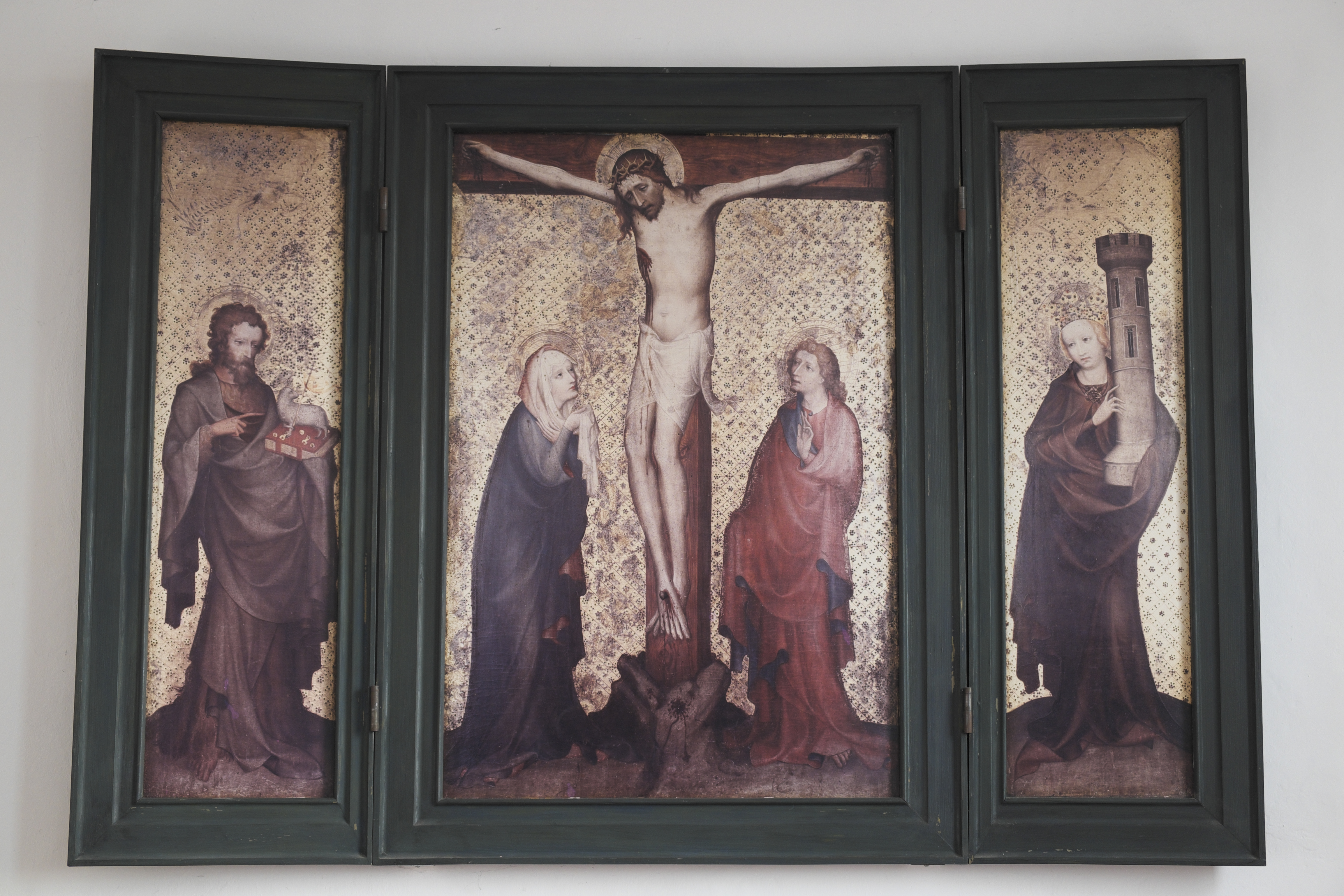
Pähler Altar (Kopie)

## Epitaphien

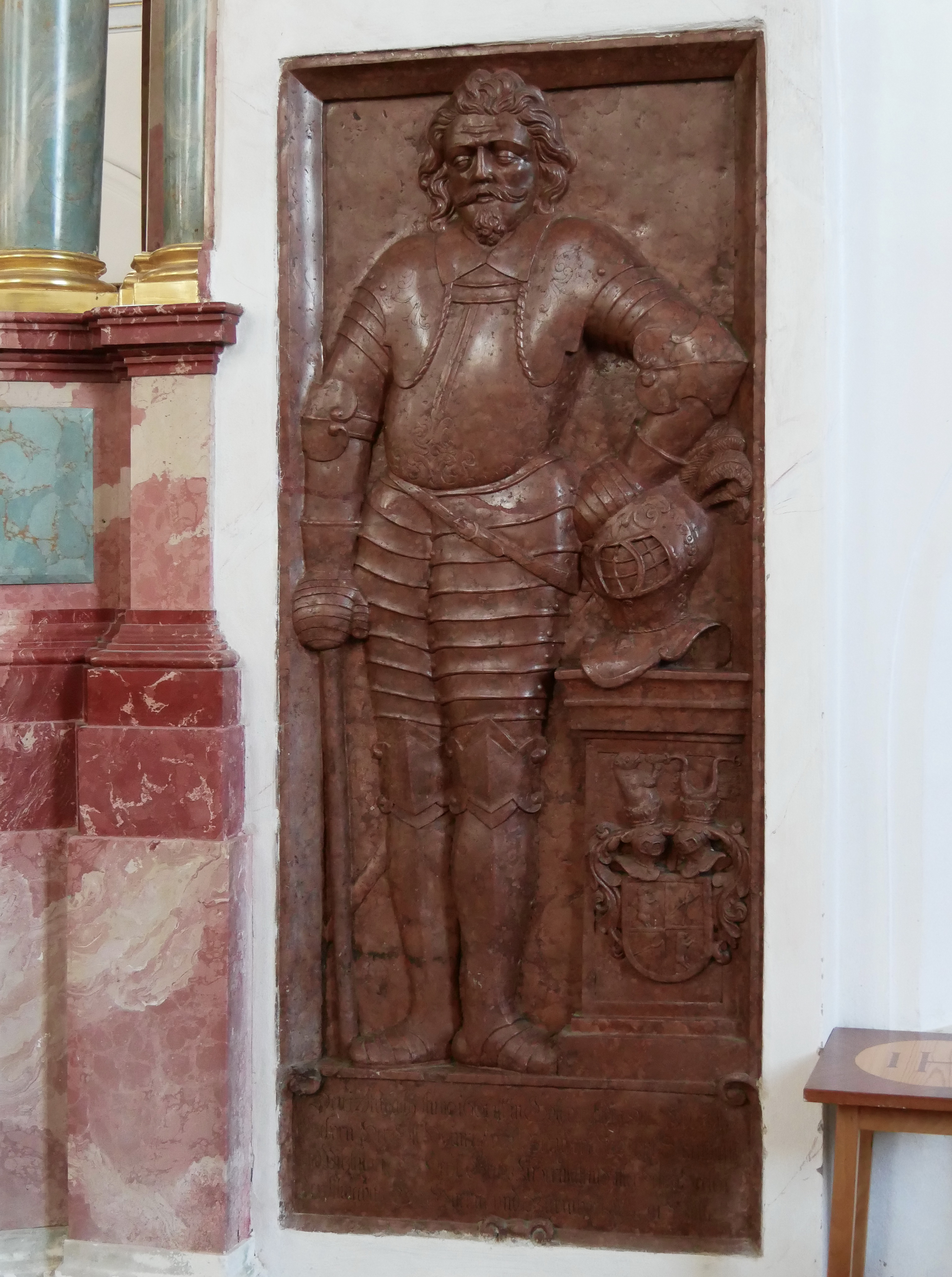
Epitaph für Heinrich von Berndorf (1586–1661)

Im Chor und unter der Empore sind Grabsteine und Epitaphien aus Rotmarmor in die Wände eingelassen. Sie stammen aus dem 16. bis 18. Jahrhundert und erinnern an Pfarrer und die Familie der Herren von Berndorf.